# Iggön
Iggön – wyspa w Szwecji, w regionie Gävleborg, na północ od miasta Gävle, na wodach Zatoki Botnickiej Morza Bałtyckiego.

## Ludność i infrastruktura
Wyspę zamieszkuje 81 osób powyżej 16 roku życia, a działa tu jedenaście firm. Jest połączona ze stałym lądem mostem na drodze lokalnej.

## Geografia
Powierzchnia wyspy (w większości niewykorzystywanej użytkowo) pokryta jest skałami i żwirem. Istnieją tu liczne tereny podmokłe i niewielkie jeziora, zwłaszcza we wschodniej części wyspy (największe z nich to Kvarnssjöarna, Simpvikspussama, Långlandssjön). W północno-zachodniej części wyspy znajduje się rozdzielony na część Wschodnią (Östra) i Zachodnią (Västra) wyraźny półwysep Hamnskäraudden, natomiast w centralnej części, od północy wcina się w jego ziemię zatoka Krokviken. 

## Przyroda
Wyspa, w większości pokryta lasami, ma duże wartości botaniczne i ornitologiczne i objęta jest ochroną do 200 metrów od linii brzegowej. Całe wybrzeże pomiędzy Iggön i wyspą Lindön ma także duże walory przyrodnicze (zatoczki i akweny odcięte od morza przez wyższe tereny). Tego rodzaju ekosystemy przyczyniają się do zróżnicowania świata roślin i zwierząt w tym obszarze, który jest szczególnie bogaty w torfowiska o różnych stadiach rozwoju. W 1984 zanotowano na wyspie obecność podejźrzona marunowego. W 1934 zanotowano tu natomiast jedno z pierwszych w Szwecji stanowisk kraba wełnistoszczypcego.